# Pseudaletia evansi
Pseudaletia evansi är en fjärilsart som beskrevs av Holloway 1977. Pseudaletia evansi ingår i släktet Pseudaletia och familjen nattflyn. Inga underarter finns listade i Catalogue of Life.